# Triumph Legend TT

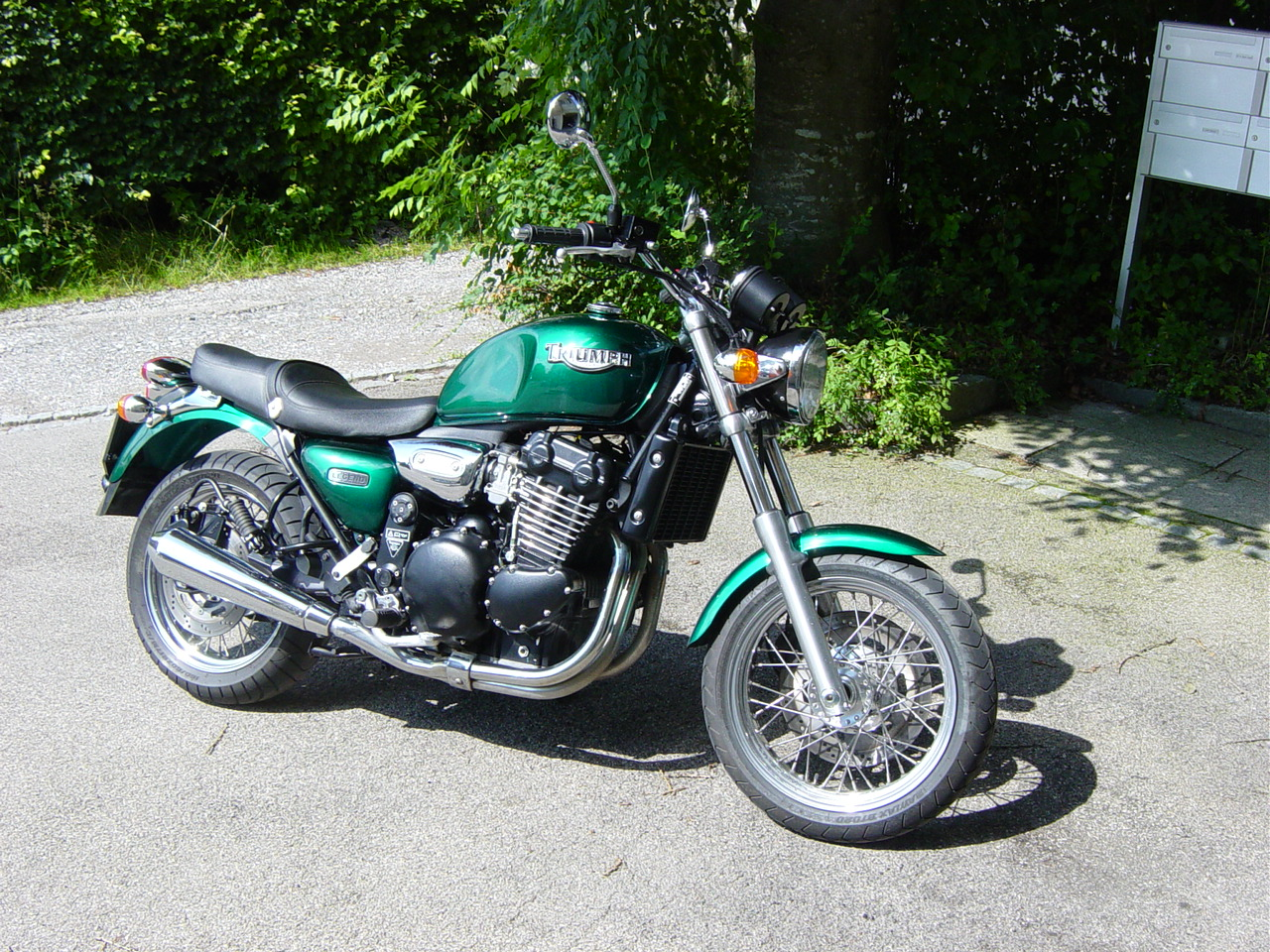
Triumph Legend TT

Die Triumph Legend TT war eine einfachere und etwas kostengünstigere Version der Triumph Thunderbird bzw. Thunderbird Sport und wurde von Triumph als Einsteigermodell verkauft. Sie wurde von 1999 bis 2001 gefertigt.
Die Legend TT verfügt wie alle Modelle der T300-Baureihe über einen flüssigkeitsgekühlten Dreizylinder-Reihenmotor mit obenliegenden Nockenwellen, über Tassenstößel betätigte vier Ventile pro Zylinder und Elektrostarter. Gegenüber der Thunderbird hat sie einen anderen Auspuff und weniger Chromelemente. Der Motor ist im Gegensatz zu den Modellen Thunderbird und Adventurer wie bei dem Modell Thunderbird Sport zudem komplett schwarz.

## Technische Daten
- Leistung: 69 PS / 51 kW
- max. Drehzahl: 8000/min
- Drehmoment: 72 Nm bei 4800/min
- Hubraum: 885 cm³
- 5-Gang-Getriebe
- Das Fahrwerk besteht aus einem Stahl-Zentralrohrrahmen.
- Federweg: 150 mm vorne und 120 mm hinten
- Sitzhöhe: 725 mm
- Spitzengeschwindigkeit: 182 km/h
- Trockengewicht: 215 kg